# Авишай Коен
Авишай Коен (на английски: Avishai Cohen; на иврит: אבישי כהן е израелски джаз музикант, констрабасист, композитор, певец.

## Биография
Роден на 20 април 1970 г. в Йерусалим. От ранно детство свири на пиано. Когато е на 14 посещава два пъти САЩ и там открива джаз музиката. Завърнал се в Израел постъпва в музикално училище и започва да посещава джаз концерти.
След като завършва службата си в армията Коен решава да се научи да свири на контрабас професионално. През 1992 година пристига в Ню Йорк. В началото е строителен работник, за да успява да се прехранва. Бързо набира популярност в изпълнителските среди. През 2003 година започва соловата си кариера

## Дискография
- Adama (1998)
- Devotion (1999)
- Colors (2000)
- Unity (2001)
- Lyla (2003)
- At Home (2004)
- Continuo (2006)
- As is...Live at the Blue Note (2007)
- Gently Disturbed (2008)
- Sha'ot Regishot (2008) (in Hebrew: Sensitive hours)
- Aurora (2009)
- Seven Seas (2011)
- Duende (2012)
- Almah (2013)
- From Darkness(2015)